# Zaccharie Risacher
Zaccharie Risacher (Málaga, 8 de abril de 2005) é um jogador francês de basquete profissional que atualmente joga no Atlanta Hawks da National Basketball Association (NBA).
Ele foi selecionado com a primeira escolha geral pelos Hawks no draft da NBA de 2024.

## Início da vida
Risacher nasceu em 8 de abril de 2005, em Málaga, Espanha, onde seu pai, Stéphane Risacher, jogou basquete profissional pelo Baloncesto Málaga de 2002 a 2006. Sua família voltou para Lyon, França, onde ele começou a jogar basquete no Élan Chalon aos três anos e meio, no clube juvenil Tassin, nos subúrbios da cidade.
Risacher entrou no programa juvenil do ASVEL Basket em agosto de 2020. Ele jogou principalmente pelo time juvenil do clube no LNB Espoirs, a liga francesa sub-21.

## Carreira profissional

### LNB
Risacher fez sua estreia no time sênior do ASVEL em 2021, em uma partida da LNB Élite contra o Metropolitans 92. Ele também fez sua estreia na EuroLeague em 18 de janeiro de 2022, em uma derrota por 75-100 para o Monaco. Ele teve médias de 12,5 pontos e 4,4 rebotes no LNB Espoirs, a liga sub-21.
Em 16 de junho de 2023, Risacher assinou seu primeiro contrato profissional com o ASVEL, antes de ser imediatamente emprestado ao JL Bourg para a temporada de 2023-24. Em 29 de novembro de 2023, ele foi nomeado para o Team France no All-Star Game da LNB.
Internacionalmente, Risacher atuou pelo JL Bourg na EuroCup de 2023-24, onde o time finalmente chegou às finais, antes de perder para o Paris Basketball. Em abril, Risacher recebeu o Prêmio EuroCup Rising Star; aos 18 anos e 362 dias, ele se tornou o segundo jogador mais jovem a ganhar o prêmio, sendo apenas um mês mais velho que Džanan Musa, que ganhou o prêmio em 2018.
Em 12 de maio de 2024, Risacher foi nomeado o Melhor Jogador Jovem da temporada de 2023–24 da LNB Élite, tendo médias de 10,1 pontos e 3,8 rebotes em 22 minutos.

### Atlanta Hawks (2024–Presente)
Em 22 de abril de 2024, Risacher anunciou que havia se declarado para o draft da NBA de 2024; sua entrada foi confirmada pela NBA em 2 de maio.
Em 26 de junho de 2024, Risacher foi selecionado pelo Atlanta Hawks como a primeira escolha geral no draft da NBA de 2024. No processo, ele se tornou o segundo jogador francês consecutivo a ser escolhido como a primeira escolha, depois que o San Antonio Spurs escolheu Victor Wembanyama no draft do ano anterior; além disso, ele se tornou o quinto jogador internacional a ser escolhido com a primeira seleção, depois do próprio Wembanyama, Andrea Bargnani (em 2006), Andrew Bogut (em 2005) e Yao Ming (em 2002). Risacher foi selecionado ao lado dos compatriotas Alex Sarr (selecionado pelo Washington Wizards com a segunda escolha) e Tidjane Salaün (selecionado pelo Charlotte Hornets como a sexta escolha), tornando a França a primeira nação estrangeira a ter pelo menos três jogadores nativos escolhidos nas 10 primeiras posições de qualquer draft da NBA.
Em 6 de julho de 2024, Risacher assinou um contrato de 4 anos e US$57 milhões com os Hawks e seis dias depois, ele fez sua estreia na Summer League contra o Washington Wizards, registrando 18 pontos, cinco rebotes e duas assistências em uma derrota por 94-88. Risacher fez sua estreia na temporada regular da NBA em 23 de outubro, registrando sete pontos e um rebote em 19 minutos jogados em uma vitória de 120–116 sobre o Brooklyn Nets. Em 6 de novembro, Risacher marcou 33 pontos, o recorde de sua carreira, em uma vitória de 121–115 sobre o New York Knicks.

## Carreira na seleção
Risacher jogou pela Seleção Francesa Sub-17 na Copa do Mundo Sub-17 de 2022. Ele não teve consistência durante o torneio, que culminou em uma performance de zero ponto e cinco turnovers na final contra a Espanha. Ele teve médias de 10,4 pontos e 4,4 rebotes, enquanto a França conquistou a medalha de bronze.
Em fevereiro de 2024, Risacher foi selecionado para a Seleção Francesa para seus jogos de qualificação para o EuroBasket de 2025.

## Vida pessoal
O pai de Risacher, Stéphane Risacher, também jogou basquete profissionalmente; ele ganhou uma medalha de prata nas Olimpíadas de Verão de 2000 com a seleção francesa.

## Prêmios e homenagens
NBA
- NBA All-Rookie Team:
  - Primeiro time: 2025[27]